# Réactions au meurtre de George Floyd
Diverses personnes et organisations ont réagi au meurtre de George Floyd survenue le 25 mai 2020, lors d'une arrestation par la police de Minneapolis. Cela inclut sa famille et ses amis, des politiciens et d'autres organisations politiques, la police et d'autres institutions et entreprises, y compris à l'international. Ceci en dehors des manifestations et émeutes consécutives à la mort de George Floyd.

## Famille et amis

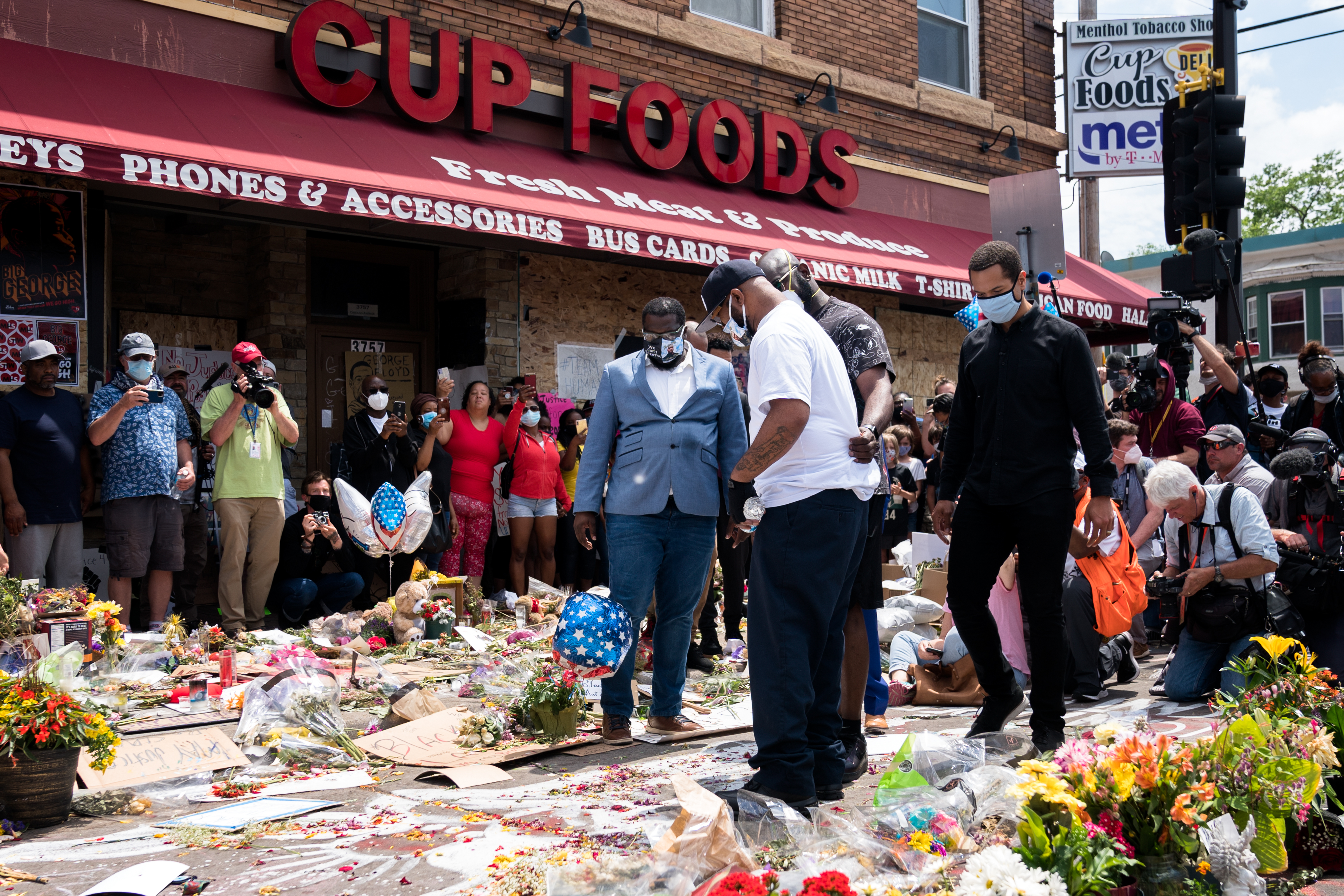
Terrence Floyd, le frère de George Floyd, le 1 juin 2020, visitant le lieu où George Floyd a été tué.

La cousine de Floyd, Tera Brown, a déclaré que la police « était censée être là pour servir et protéger et je n'ai pas vu un seul d'entre eux lever le petit doigt pour faire quoi que ce soit pour aider alors qu'il suppliait pour sa vie ». L'un des frères de Floyd a déclaré : « Ils auraient pu le taser, ils auraient pu le gazer. Au lieu de cela, ils lui ont mis le genou dans le cou, se sont assis sur lui et ont continué. Ils l'ont traité pire que les animaux ». Philonese, le frère de Floyd, a appelé à la paix et a déclaré : « Tout le monde souffre en ce moment, c'est pour ça que ça arrive, j'en ai assez de voir des Noirs mourir ».
L'ami de longue date de Floyd, l'ancien basketteur professionnel Stephen Jackson, a exprimé sa colère et sa tristesse, déclarant que la vidéo de la mort de Floyd « m'a juste détruit ». La petite amie de Floyd, Courtney Ross, a demandé à la communauté de répondre à son meurtre d'une manière qui l'honore : « On ne peut pas combattre le feu par le feu. Tout ne fait que brûler, et je l'ai vu toute la journée les gens détestent, ils détestent, ils détestent, ils sont en colère. Et ce n'est pas ce qu'il aurait voulu ». Selwyn Jones, le frère de la mère de Floyd, a déclaré que ce qui l'avait le plus troublé était « de l'entendre sur vidéo appeler ma sœur ».

## Politique

### Minneapolis et Minnesota
Andrea Jenkins, conseillère municipale de Minneapolis, qui représentait le quartier 8, où Floyd a été tué, aurait déclaré : « J'ai le cœur brisé par la perte tragique de la vie la nuit dernière près de la 38e et Chicago. Notre communauté continue d'être traumatisée, encore et encore et encore. Nous devons exiger des réponses ». Le 26 mai, Tim Walz, gouverneur du Minnesota, et Peggy Flanagan, lieutenant-gouverneur, ont exigé que justice soit faite et ont qualifié la vidéo de « dérangeante ». Walz a précisé : « Le manque d'humanité dans cette vidéo dérangeante est écoeurant. Nous obtiendrons des réponses et demanderons justice ».
Le maire de Minneapolis, Jacob Frey, a déclaré : « Être noir en Amérique ne devrait pas être une condamnation à mort. Pendant cinq minutes, nous avons regardé un officier blanc enfoncer son genou dans le cou d'un homme noir .... Lorsque vous entendez quelqu'un appeler à l'aide, vous êtes censé l'aider. Cet officier a échoué dans le sens le plus élémentaire, le plus humain. ». Deux jours après le meurtre de Floyd, il a commenté : « Si la plupart des gens, en particulier les gens de couleur, avaient fait ce qu'un policier a fait lundi dernier, ils seraient déjà derrière les barreaux ». Il a déclaré qu'il croyait que la mort de Floyd était un meurtre.
La représentante américaine Ilhan Omar (dont le district comprend Minneapolis) a demandé une enquête fédérale et a déclaré : « Il est écœurant de voir cet homme noir être tué alors qu'il suppliait impuissant de l'aider. ». Elle a ensuite ajouté : « Le policier qui a tué George Floyd devrait être inculpé de meurtre ». La sénatrice Tina Smith et le gouverneur Tim Walz ont également appelé à une action immédiate. La sénatrice Amy Klobuchar a réagi le lendemain en déclarant : « Nous avons entendu ses appels à l'aide répétés. Nous l'avons entendu dire encore et encore qu'il ne pouvait pas respirer. Et maintenant, nous avons vu un autre cas horrible et déchirant de mort d'un homme afro-américain ». Elle a demandé la déclaration d'une « enquête extérieure complète et approfondie sur ce qui s'est passé, et les personnes impliquées dans cet incident doivent être tenues responsables ». Cependant, en tant qu'ancienne procureure du comté d'Hennepin, elle a été critiquée pour avoir refusé de porter des accusations criminelles contre la police pendant les huit années où elle a occupé ce poste, y compris contre Derek Chauvin ; certains ont demandé sa démission du Sénat,.
Lors d'un rassemblement le 7 juin, neuf des treize membres du conseil municipal de Minneapolis se sont engagés à dissoudre le service de police de la ville, bien que des réductions significatives des effectifs de police puissent nécessiter une modification de la charte de la ville, et que Frey s'y soit opposé. Le 12 juin, le conseil municipal a adopté à l'unanimité une résolution pour commencer un projet d'un an visant à développer des « stratégies pour construire [un] nouveau modèle pour cultiver la sécurité de la communauté ». Après que le conseil municipal ait interdit les étranglements policiers, Walz a appelé à des réformes similaires dans d'autres communautés, a convoqué le corps législatif du Minnesota à une session spéciale sur la réforme de la police et l'égalité économique et a proposé un paquet de réformes de la police.
Le 26 juin 2020, le conseil municipal de Minneapolis a approuvé une proposition d'amendement de la charte visant à modifier le département de police de Minneapolis. L'amendement proposé a été rédigé par les membres du conseil Jeremiah Ellison, Alondra Cano, Cam Gordon, Steve Fletcher et la présidente du conseil Lisa Bender. Malgré les promesses antérieures des membres du conseil municipal de « mettre fin » au département de la police de Minneapolis, la journaliste du Star Tribune Liz Navratil a révélé par la suite que l'amendement proposé, qui permet le maintien des « agents agréés », ne remplirait pas cet objectif s'il était approuvé par les électeurs, mais renommerait seulement le département de la police de Minneapolis et changerait sa structure. Le 5 août 2020, la commission de la charte de la ville de Minneapolis a soumis la proposition du conseil municipal à une longue période d'examen non divulguée. La proposition du conseil municipal n'a pas non plus figuré sur le bulletin de vote des élections générales de 2020.

### Fédéral
Le président Donald Trump a présenté ses condoléances le 27 mai via Twitter, en précisant qu'il demandait au FBI de mener une enquête approfondie. Il a ajouté : « Je suis de tout cœur avec la famille et les amis de George. La justice sera rendue ! ». Trump a également qualifié le meurtre de Floyd de « triste et tragique ».
Le 29 mai, le président Trump a dénoncé les émeutes, la violence et les pillages survenus lors des manifestations nationales, en tweetant : « Ces voyous déshonorent la mémoire de George Floyd, et je ne laisserai pas cela se produire. Je viens de parler au gouverneur Tim Walz et je lui ai dit que les militaires sont avec lui jusqu'au bout. Au moindre problème, nous prendrons le contrôle mais, quand le pillage commence, les tirs commencent. Merci ! ». Le 1er juin, en réponse à la poursuite des manifestations, le président Trump a menacé de déployer l'armée en invoquant la loi sur l'Insurrection Act.
Les ambassadeurs des États-Unis en république démocratique du Congo, au Kenya, en Tanzanie et en Chine ont exprimé leur inquiétude et condamné le meurtre.
Le 13 juin, l'ambassade des États-Unis à Séoul, en Corée du Sud, a installé une grande bannière Black Lives Matter pour montrer « notre soutien à la lutte contre l'injustice raciale et la brutalité policière alors que nous nous efforçons d'être une société plus inclusive et plus juste ».
Des propositions ont été faites à la Chambre par le Caucus noir du Congrès et au Sénat par Tim Scott de Caroline du Sud, le seul républicain noir du Sénat, pour aborder les réformes de la police. Le projet de loi du Sénat n'a pas réussi à passer à la Chambre. Le projet de loi de la Chambre a été adopté le 25 juin avec le soutien de trois républicains de la Chambre.

### Anciens présidents des États-Unis
Tous les anciens présidents américains vivants ont publié des déclarations.
- Le 29 mai, Barack Obama a publié une longue déclaration sur Twitter appelant à une « nouvelle normalité » qui mette fin à l'héritage du « sectarisme et de l'inégalité de traitement »[31]. Le 3 juin, il a déclaré que les États-Unis « ont été fondés sur la protestation : cela s'appelle la révolution américaine, et chaque étape de progrès dans ce pays, chaque expansion de la liberté, chaque expression de nos idéaux les plus profonds a été gagnée grâce à des efforts qui ont rendu le statu quo inconfortable »[32].
- Le 30 mai, Bill Clinton a publié une déclaration via la Fondation Clinton disant : « Dans les jours qui ont suivi la mort de George Floyd, il est impossible de ne pas ressentir de la peine pour sa famille - et de la colère, du dégoût et de la frustration du fait que sa mort est la dernière d'une longue série de tragédies et d'injustices, et un rappel douloureux que la race d'une personne détermine encore la façon dont elle sera traitée dans presque tous les aspects de la vie américaine. »[33]
- Le 2 juin, George W. Bush et l'ancienne première dame, Laura Bush, ont publié une déclaration de 500 mots qui disait notamment qu'ils étaient « angoissés par l'étouffement brutal de George Floyd et troublés par l'injustice et la peur qui étouffent notre pays », et qu'« il est temps pour l'Amérique d'examiner ses tragiques échecs. »[34]. La déclaration se poursuit en disant : « Beaucoup doutent de la justice de notre pays, et à juste titre. Les Noirs constatent la violation répétée de leurs droits sans une réponse urgente et adéquate des institutions américaines. Nous savons qu'une justice durable ne viendra que par des moyens pacifiques. »[35],[36]
- Le 3 juin, Jimmy Carter et l'ancienne première dame Rosalynn Carter ont également publié une déclaration, qui se lit en partie comme suit : « Les personnes de pouvoir, de privilège et de conscience morale doivent se lever et dire « non » à un système de police et de justice discriminatoire sur le plan racial, à des disparités économiques immorales entre Blancs et Noirs, et à des actions gouvernementales qui sapent notre démocratie unifiée. »[37],[38],[39]

## Police

### État
Le syndicat représentant la police de Minneapolis s'est engagé à « soutenir pleinement les officiers concernés... Le moment n'est pas venu de porter un jugement hâtif et de condamner immédiatement nos officiers ». Après que le président du syndicat, Bob Kroll, a qualifié Floyd de « criminel violent » et les manifestants de « terroristes », la Fédération américaine du travail - Congrès des organisations industrielles du Minnesota et la section de Minneapolis de l'American Federation of State, County and Municipal Employees ont appelé à sa démission,.
L'Association des chefs de police du Minnesota a approuvé le renvoi des officiers impliqués.

### National
Les policiers de tout le pays ont vivement critiqué les actions de Derek Chauvin. Les dirigeants d'organisations comprenant des centaines de milliers de policiers ont condamné la conduite des quatre officiers. Le directeur exécutif de l'Association nationale des organisations de police, William Johnson, a qualifié l'incident de flagrant et a déclaré : « Je ne connais pas toute l'histoire, mais je ne vois aucune justification légale, aucune justification de légitime défense, ni aucune justification morale ». Le président de l'Ordre fraternel de la police, Patrick Yoes, a déclaré que les autorités devaient veiller à ce que justice soit rendue dans le meurtre de Floyd, « quelles que soient les conséquences ».
Les associations de chefs de police de tout le pays ont exprimé leur consternation face au traitement réservé à Floyd. Les dirigeants de l'Association internationale des chefs de police (AICP) et de la Major Cities Chiefs Association (MCCA) ont condamné ce que l'on voyait sur la vidéo. La MCCA, dirigée par Art Acevedo, chef de la police de Houston, a déclaré : « La mort de M. Floyd est profondément troublante et devrait préoccuper tous les Américains. Les actions de l'officier sont incompatibles avec la formation et les protocoles de notre profession et la MCCA félicite le chef de la police de Minneapolis, Medaria Arradondo, pour son action rapide et décisive visant à mettre fin à l'emploi des officiers impliqués ». Le président de la National Police Foundation a déclaré : « Ces actions, et l'inaction, mettent en péril les acquis obtenus grâce aux sacrifices et au courage de nombreuses personnes ». Les dirigeants des différents services de police des États-Unis se sont exprimés contre l'officier au centre de la vidéo, avec ce que le Washington Post a qualifié de "dégoût", et le Los Angeles Times de « critique brutale »,. Le Los Angeles Times a déclaré : « C'était un moment rare où les dirigeants de la police étaient sans équivoque dans leur mépris public pour la conduite de l'un des leurs ». Parmi les dirigeants qui ont condamné les actions de l'officier, citons le commissaire de police de la ville de New York, les shérifs des comtés de Los Angeles et de San Diego, les chefs de police de Los Angeles, Boston, Miami, Houston, et Austin, ainsi qu'un ancien chef de police de Seattle. Les chefs de police de Buffalo Grove, en Illinois, de Tucson, en Arizona, de Round Rock, au Texas, de l'Université du Texas à Austin, de Pflugerville, au Texas, et d'Omaha, au Nebraska, ont tous publié des déclarations contre le traitement de Floyd.
De nombreux experts des techniques et de la formation des forces de l'ordre ont sévèrement critiqué l'utilisation de la manœuvre d'étranglement connue sous le nom de « contrainte par le cou » en général, et dans le cas de Floyd en particulier,,. La contrainte par le cou a été utilisée à Minneapolis 237 fois au cours des 5 dernières années mais a été interdite à la suite du meurtre de Floyd,.
Un shérif adjoint du comté de Jones, dans le Mississippi, a été licencié pour avoir posté sur les réseaux sociaux : « S'il peut crier, il peut respirer, il se passait quelque chose d'autre ».
La maire de Washington, Muriel Bowser, a fait peindre les mots BLACK LIVES MATTER dans une rue située juste en face de la Maison-Blanche.
La législature d'État de New York a voté pour rendre publics les dossiers disciplinaires de la police.

## Institutions
Peu après le meurtre de Floyd, un certain nombre d'institutions et d'organisations ont annoncé qu'elles limiteraient ou couperaient leurs liens avec le service de police de Minneapolis et qu'elles n'engageraient plus ses agents pour la sécurité des événements. Il s'agit notamment de l'université du Minnesota,, du conseil scolaire de Minneapolis, du Walker Art Center et du Minneapolis Institute of Art.
Le corps des Marines des États-Unis, la marine des États-Unis et le général de l'armée de terre des États-Unis chargé des forces américaines en Corée ont interdit le déploiement public du drapeau confédéré dans leurs installations,,.
Le commissaire de la National Football League, Roger Goodell, a présenté ses excuses « pour ne pas avoir écouté les joueurs de la NFL plus tôt et encourager tout le monde à s'exprimer et à protester pacifiquement ». La Fédération des États-Unis de soccer a abrogé une règle de 2017 exigeant que les joueurs se lèvent pendant l'hymne national.
Les Boy Scouts of America ont condamné les meurtres de Floyd et Ahmaud Arbery, et le meurtre de Breonna Taylor ; ont fait d'un nouveau badge de mérite Diversité/Inclusion une exigence pour le grade d'Eagle Scout ; et ont promis une « révision des noms de propriété, des événements et des insignes... pour s'appuyer sur et améliorer l'interdiction de l'organisation d'utiliser le drapeau confédéré depuis près de 30 ans »,.
En décembre 2020, PEN America a décerné le prix du courage PEN/Benenson à Darnella Frazier, la jeune fille de 17 ans qui a filmé la mort de Floyd sur son téléphone portable. En juin 2021, Frazier a également reçu une citation spéciale du comité du prix Pulitzer pour sa vidéo ; le personnel du Star Tribune a reçu le prix du Breaking News Reporting pour sa couverture des manifestations.
La Fondation Wikimédia a publié un billet de blog pour annoncer son soutien à la justice raciale et a condamné le meurtre de Floyd et les meurtres de Taylor, Arbery et David McAtee.

## Entreprises
Aunt Jemima, Uncle Ben's, Cream of Wheat, Mrs. Butterworth, Eskimo Pie, Redskins, Cleveland Indians et Chicos ont annoncé qu'ils retireraient leurs images de marque ou leurs noms basés sur des stéréotypes raciaux,,,,,.
Target Corportation et Best Buy ont fait du Juneteenth une fête d'entreprise.
En décembre 2021,« Floydies », une collection de jetons non fongibles (NFT) a été créée par un individu connu uniquement sous le nom de « Floydie » sur Telegram. Les NFT consistent en des dessins humoristiques de George Floyd avec des apparences variées, comme celle d'un esclave, d'un singe ou habillé en Kyle Rittenhouse. La collection de NFT a été largement condamnée, le créateur lui-même niant les accusations de racisme, se qualifiant plutôt d'« opportuniste »,,. Les Floydies ont depuis été bannis d'OpenSea, après avoir rapporté au créateur près de 5 000 $,.

## Wikipédia
Dans un article publié en juin 2020, Stephen Harrison, de Slate, a noté que le Wikipédia en anglais était devenue « un champ de bataille pour la justice raciale » et que les rédacteurs bénévoles de l'encyclopédie « repensaient à ce que l'engagement de Wikipédia envers la neutralité signifie réellement ».

## Internationale

### Pays
- Canada : Le Premier ministre canadien Justin Trudeau a déclaré que le racisme était réel et existait tant aux États-Unis qu'au Canada. Il a ensuite exhorté les Canadiens à s'élever contre ce phénomène.
- Chine : Le ministère chinois des Affaires étrangères a dénoncé la mort de George Floyd par la déclaration suivante : « La mort de George Floyd reflète la gravité de la discrimination raciale et de la brutalité policière aux États-Unis », et a exhorté les États-Unis à « éliminer la discrimination raciale et à protéger les droits légaux des minorités »[85]. Les médias d'État ont assuré une couverture importante des événements, dans le but de mettre en évidence ce que le porte-parole du ministère des Affaires étrangères, Zhao Lijian, a appelé un « double standard » par rapport aux dénonciations américaines de la brutalité policière lors des manifestations de 2019-2020 à Hong Kong[86].
- Allemagne : La chancelière Angela Merkel a qualifié l'opération de police de meurtre en déclarant : « ce meurtre de George Floyd est quelque chose de très, très terrible »[87].
- Finlande : Le Premier ministre Sanna Marin a dénoncé le racisme et la discrimination. Le député du Vrais Finlandais Ano Turtiainen a posté un tweet moqueur sur Floyd, ce qui a donné lieu à une enquête de police et à l'exclusion de Turtiainen de son parti[88],[89].
- Iran : Le guide suprême de l'Iran, Ali Khamenei, a retweeté un tweet disant que les personnes noires risquaient d'être tuées "dans les prochaines minutes" si elles sortaient dans les rues américaines[90]. Le porte-parole du ministère des Affaires étrangères, Abbas Mousavi, a appelé les États-Unis à « mettre fin à l'oppression et aux comportements agressifs contre son peuple et à le laisser respirer »[91].
- Irlande : Le Taoiseach irlandais Leo Varadkar a déclaré qu'il y a une « absence de leadership moral » aux États-Unis à la suite du meurtre de George Floyd[92].
- Palestine : Le porte-parole du Hamas, Fawzi Barhoum, a condamné la mort de Floyd en déclarant : « Ces agences se voient accorder la légitimité et la couverture nécessaires pour commettre leurs crimes et violations par leurs dirigeants politiques au sein de l'administration américaine et de l'entité sioniste, qui ont institutionnalisé la violence et le terrorisme et les ont exportés dans de nombreux pays du monde. Ces politiques dangereuses... doivent être dénoncées et combattues par tous les peuples libres du monde et par les défenseurs de la liberté et de la dignité humaine »[93].
- Pérou : Le président péruvien Martín Vizcarra a déclaré que la mort de Floyd est « un signe de racisme et de discrimination » qui doit être rejeté. Il a déclaré que selon les réponses données lors du dernier recensement national, la plupart des Péruviens se sont sentis discriminés à un moment de leur vie. Enfin, il a félicité la communauté afro-péruvienne à l'occasion de la Journée de la culture afro-péruvienne[94].
- Russie : Le ministère russe des Affaires étrangères a déclaré que les États-Unis avaient un passé de violations systématiques des droits de l'homme[95].
- Afrique du Sud : Le Congrès national africain, le parti au pouvoir en Afrique du Sud, a publié une déclaration appelant au calme aux États-Unis, qui a été critiquée pour ne pas avoir mentionné des décès similaires dus à l'action de la police en Afrique du Sud[96].
- Turquie : Le président turc Recep Tayyip Erdoğan a imputé la mort de Floyd à une « approche raciste et fasciste » des États-Unis et a déclaré que la Turquie suivrait la question, tout en présentant ses condoléances à sa famille et à ses proches[97].
- Royaume-Uni : Le Premier ministre britannique Boris Johnson a déclaré que « la violence raciste n'a pas sa place dans notre société » et qu'il était « consterné et dégoûté » par ces images. Il a également exhorté les gens à « protester pacifiquement et en respectant les règles de distanciation sociale »[98].
- Écosse : Le Parlement écossais a voté pour mettre fin aux exportations de balles en caoutchouc, de gaz lacrymogènes et de matériel anti-émeute vers les États-Unis[99].

- Venezuela : Le président vénézuélien Nicolás Maduro a accusé le président Donald Trump d'utiliser l'armée américaine contre son propre peuple et a affirmé que les manifestants descendent dans la rue pour demander la fin du racisme et aux violences policières[100].

### Organisations internationales
- Union africaine : Des responsables de l'Union africaine, dont Moussa Faki Mahamat, ont condamnés ce meurtre[101].
- Union européenne : Josep Borrell, responsable de la politique étrangère de l'UE, a déclaré que l'Union était « choquée et consternée » par la mort George Floyd en garde à vue, le qualifiant d'« abus de pouvoir » et mettant en garde contre tout nouvel usage excessif de la force[102]. Le Parlement européen a adopté une résolution dans laquelle il « condamne fermement la mort effroyable de George Floyd » ainsi que d'autres meurtres similaires dans le monde entier[103]. Le Parlement a également condamné « le suprémacisme blanc sous toutes ses formes » et a appelé le gouvernement américain à s'attaquer à ses pratiques racistes[103].
- Nations unies : Michelle Bachelet, haut-commissaire des Nations unies aux droits de l'homme, a condamné l'incident comme l'un des nombreux meurtres d'Afro-Américains non armés, et a appelé les États-Unis à prendre des « mesures sérieuses » et à mettre fin à la répétition de tels meurtres. Elle a également exhorté les manifestants à « exprimer pacifiquement leurs demandes de justice » et à demander à la police de s'abstenir de tout nouvel usage de la force excessive. Le 5 juin, un groupe de 66 experts de l'ONU a qualifié le meurtre de George Floyd de lynchage de « terreur raciale » des temps modernes aux États-Unis. « Les Afro-Américains continuent de faire l'expérience de la terreur raciale dans le cadre d'une violence parrainée par l'État et organisée à titre privé [...]. Aux États-Unis, cet héritage de terreur raciale reste évident dans le maintien de l'ordre moderne », a cité le groupe d'experts[104].

### Chefs religieux
- Le Dalaï Lama, en Inde, alors qu'il enseignait à des étudiants, a condamné le meurtre de George Floyd en déclarant : « il y en a qui considèrent même comme une fierté le fait de pouvoir tuer quelqu'un »[105].
- Le pape François a abordé le meurtre de Floyd lors de sa prière hebdomadaire au Vatican le 3 juin : « Chers frères et sœurs des États-Unis, j'ai été témoin avec une grande préoccupation de l'inquiétante agitation sociale dans votre nation ces derniers jours, à la suite de la mort tragique de M. George Floyd ». Il a ajouté :  « Nous ne pouvons pas tolérer ou fermer les yeux sur le racisme et l'exclusion sous quelque forme que ce soit et pourtant prétendre défendre le caractère sacré de toute vie humaine »[106].
- Le Saint-Synode des évêques de l'Église orthodoxe en Amérique a publié le 31 mai une déclaration condamnant le meurtre de George Floyd : « Nous rejetons catégoriquement le racisme sous toutes ses formes. Tout être humain est créé à l'image et à la ressemblance de Dieu (Genèse 1:26-1:27) ... Nous sommes tous, chacun de nous, 'un dans le Christ Jésus' (Galates 3:28). En tant que tels, il ne devrait y avoir aucune haine, aucune inimitié, aucune hostilité entre nous, mais la réconciliation ». Des appels à la paix et des prières pour George Floyd et sa famille ont été lancés, ainsi que pour « les communautés qui connaissent l'anxiété, la tristesse et le désespoir, parce qu'elles ont vu la destruction de vies et de biens »[107].

## Désinformation
Les théories du complot concernant la nature de la mort de Floyd et des manifestations qui se sont ensuivies ont commencé à se répandre peu après le meurtre,. Winnie Heartstrong, candidate républicaine au Congrès, a affirmé que les images du meurtre de Floyd avaient été « créées à l'aide de la technologie deepfake - des composites numériques de deux personnes réelles ou plus », que le « vrai » Floyd était mort en 2016 et que des acteurs avaient été substitués dans les rôles de Floyd et de Chauvin,. Des informations erronées ont été diffusées sur la présence d'Antifa lors des manifestations après le meurtre, y compris des affirmations selon lesquelles ils avaient reçu un « manuel d'entraînement » sur les tactiques pour provoquer des troubles par les démocrates ; certains, dont le commissaire à l'agriculture texan Sid Miller, ont affirmé que les manifestations étaient financées par George Soros. Le Los Angeles Times a déclaré le 22 juin 2020 que certaines théories avaient été « amplifiées par un nombre croissant de personnes d'extrême droite, y compris certains dirigeants républicains », mais que « certains républicains (avaient) commencé à repousser » les fausses affirmations et ceux qui répandent des rumeurs.
Certains experts, comme l'animateur de Fox News Tucker Carlson et Candace Owens, ont déclaré avant le procès de Chauvin que Floyd était mort de complications liées à la drogue ou d'une overdose,. Cynthia Brehm, chef du parti républicain du comté de Bexar, au Texas, a déclaré que le meurtre était une « mise en scène ». D'autres théories de conspiration incluent l'affirmation que Darnella Frazier a été payée pour filmer l'arrestation, que les personnes impliquées étaient des acteurs de crise et qu'un bâtiment voisin du lieu du meurtre était une loge franc-maçonne impliquée dans le meurtre. Au début des manifestations, le président de l'époque, Donald Trump, a tweeté que les « anarchistes dirigés par ANTIFA » étaient à l'origine des troubles. [Il s'est également engagé, dans d'autres tweets, à faire désigner Antifa comme une « organisation terroriste » et a utilisé l'expression « quand le pillage commence, la fusillade commence », une expression associée au chef de la police de Miami, Walter E. Headley, qui a déclaré, en 1967, que son service « ne craignait pas d'être accusé de brutalité policière »,.